# Mass (Bernstein)
MASS (vollständig: MASS: A Theatre Piece for Singers, Players, and Dancers, engl. für „Messe“) ist ein Musiktheaterstück von Leonard Bernstein.

## Inhalt und Musik
Das Stück ist eine Art Gottesdienst, bei dem einiges außer Kontrolle gerät. Ein Zelebrant versammelt seine Gemeinde um sich – die „Street People“ – und man feiert eine katholische Messe. Unterbrochen wird diese durch tiefe Lebens- und Glaubenskrisen des Priesters und der Gemeindemitglieder.
Der Musikstil ändert sich ständig und es kommen viele Stile des 20. Jahrhunderts vor: Jazz, Blues, Rock, Broadwaystil, Expressionismus und Zwölftontechnik.

## Entstehung und Hintergrund
Der Kompositionsauftrag stammte von Jacqueline Kennedy, Witwe des US-Präsidenten John F. Kennedy. Premiere war am 8. September 1971 als Teil der Eröffnungsfeierlichkeiten für das John F. Kennedy Center for the Performing Arts in Washington, D.C. Die europäische Erstaufführung fand 1973 durch ein Gastspiel des Yale Symphony Orchestra unter der Leitung von John Mauceri im Wiener Konzerthaus statt. 1975 wurde das Stück in englischer Sprache in der Volksoper in Wien gespielt. Die deutschsprachige Erstaufführung fand am 16. Februar 1981 in der Wiener Staatsoper unter der Leitung von Maurice Peress statt, der deutsche Text stammt von Marcel Prawy.

„Bernstein benötigte einige Jahre zum Komponieren; es war die Zeit der sexuellen Revolution, der Frauen- und Umweltbewegung. Zudem steckten die USA mitten im Vietnamkrieg. In dieser politisch angespannten Stimmung sorgte Bernsteins ‚Mass‘ für heftige Kontroversen. Sein Umgang mit dem Messeritus war ebenso umstritten wie die Botschaft von Friede und Geschwisterlichkeit, mit der Bernstein indirekt seine Ablehnung des Vietnamkriegs kundtat.“

Das Stück basiert auf der lateinischen Liturgie von 1962 der römisch-katholischen Kirche, die zur Zeit des Kompositionsauftrags in Gebrauch war. Die Uraufführung (1971) fand nach der gemäß dem Beschluss des Zweiten Vatikanischen Konzils durchgeführten Liturgiereform statt. Das Stück beinhaltet außerdem weitere Texte Bernsteins und des Broadway-Komponisten Stephen Schwartz.
Aus dem Werk extrahierte Bernstein drei Sätze unter dem Titel Three Meditations für Cello und Orchester.

## Sätze
1. Antiphon: Kyrie eleison
2. Hymn and Psalm: »A Simple Song«
3. Responsory: Alleluia
4. Prefatory Prayers
5. Thrice – Triple Canon: Dominus vobiscum
6. In nomine Patris
7. Prayer for the Congregation (Chorale: »Almighty Father«)
8. Epiphany
9. Confiteor
10. Trope: »I Don’t Know«
11. Trope: »Easy«
12. Meditation no. 1
13. Gloria tibi
14. Gloria in excelsis
15. Trope: »Half of the People«
16. Trope: »Thank You«
17. Meditation no. 2
18. »The Word of the Lord«
19. »God Said«
20. Credo in unum Deum
21. Trope: »Non Credo«
22. Trope: »Hurry«
23. Trope: »World without End«
24. Trope: »I Believe in God«
25. Meditation no. 3: De profundis, part 1
26. De profundis, part 2
27. »Our Father...«
28. Trope: »I Go On«
29. »Holy!  Holy!  Holy!…«
30. »Agnus Dei…«
31. »Things Get Broken«
32. »Secret Songs«